# Winwin
Dong Sicheng (chinês tradicional: 董思成, chinês simplificado: 董思成, pinyin: Dǒng Sīchéng, hangul: 동사성; rr: Dong Sa-seong; nascido em 28 de outubro de 1997), mais conhecido pelo nome artístico Winwin (chinês: 昀昀, Hangul: 윈윈), é um dançarino, rapper, cantor, modelo e ator chinês. Ele é membro do grupo masculino sul-coreano NCT e sua subunidade, WayV.

## Vida jovem
Winwin nasceu em 28 de outubro de 1997, em Wenzhou, Zhejiang. Ele se formou em dança tradicional chinesa na Academia de Dança de Pequim e estudou na Academia Central de Drama.

## Carreira

### Pré-estreia
Winwin foi descoberto pela SM Entertainment, uma agência de entretenimento sul-coreana, em 2013. Após 2 anos, ele se tornou trainee em 2015. Em 5 de janeiro de 2016, ele foi apresentado como membro da SM Rookies, uma equipe de treinamento pré-estreia composta por jovens estagiários que potencialmente estrearão como membros do grupo ídolo. Em 9 de abril de 2016, ele apareceu na versão coreana e chinesa do videoclipe de estreia do NCT U, "Without You". Em maio do mesmo ano, ele também participou da segunda temporada do programa de variedades do grupo NCT Life.

### 2016–presente: Estreia com o NCT 127, o WayV e atividades solo
Em 7 de julho de 2016, Winwin fez sua estreia como parte do grupo sul-coreano NCT 127 com seu primeiro EP NCT #127 e a faixa-título "Fire truck". O grupo é uma subunidade da expansiva boyband da SM Entertainment, NCT. Ele estreou como parte da subunidade NCT U com a faixa-título "Boss" em 8 de fevereiro de 2018. A faixa foi lançada como parte do primeiro álbum solo do NCT, NCT 2018 Empathy, onde ele também participou da faixa "Black on Black" como parte do NCT 2018. O WinWin continuou a promover com o NCT 127 até o final de 2018. Foi então anunciado que ele estaria em hiato indefinido das promoções do grupo para se preparar para sua estreia na China.
Winwin fez sua estreia na China como parte da sub-unidade do grupo masculino NCT, WayV, em 17 de janeiro de 2019, com o single "Regular" do seu primeiro álbum, The Vision. Winwin também havia participado anteriormente das versões em inglês e coreano da música como parte do NCT 127 no ano anterior.
Em março de 2019, ele se juntou ao elenco do programa de variedades chinês My Brilliant Masters. Ele participou de vários outros programas de variedades chineses, como Day Day Up e Happy Camp, além de programas de variedades coreanos, como o South Korean Foreigners.

## Filmografia

### Programas televisivos
| Ano  | Nome em inglês       | Nome original | Canal            | Notas            | Ref.  |
| ---- | -------------------- | ------------- | ---------------- | ---------------- | ----- |
| 2019 | My Brilliant Masters | 我们的师父    | Hunan Television | Membro do elenco | [ 9 ] |